# Janice McNair
Janice Suber McNair (geboren am 30. September 1936 in Myrtle Beach) ist seit dem Tod ihres Ehemannes Bob McNair Eigentümerin der NFL-Franchise Houston Texans.

## Leben
Janice Suber McNair war die Tochter des County Agents Robert Daniel Suber und Gladys Folk Suber. Sie hatte noch zwei Brüder und eine Schwester. Janice Suber wuchs in Orangeburg und Holly Hill in South Carolina auf. In ihrer Jugend spielte sie Klavier und Basketball und war eine der besten Sportlerinnen des Countys. Sie lernte an der Orangeburg High School. Während dieser Zeit war sie Präsidentin der landesweiten Schülervertretung. Ab Herbst 1954 studierte sie am Columbia College. 1956 gewann sie den Schönheitswettbewerb „Miss Columbia“ und kam beim anschließenden Wettbewerb um die „Miss South Carolina“ unter die zehn Finalistinnen. Im gleichen Jahr nahm sie erfolgreich an weiteren Schönheitswettbewerben teil. Während des Studiums in Columbia lernte sie den Bob McNair kennen. Das Paar heiratete am 18. April 1957. 1959 schloss sie ihr Studium ab. 1960 zog das Ehepaar nach Houston. Bob McNair wurde in der Folgezeit durch Automobil-Leasing und dem Bau von Kraftwerken zum Milliardär.
Das Ehepaar McNair hatte vier Kinder, Ruth McNair Smith (geboren 1958), Robert Cary McNair Jr. (geboren 1959), Daniel Calhoun “Cal” McNair und Melissa Eileen McNair (geboren 1964).
1988 gründeten das Ehepaar die The Robert and Janice McNair Foundation in Houston und 1989 die Robert and Janice McNair Educational Foundation in Forrest City. Janice McNair war eine Pferdeliebhaberin und ritt gerne. 1994 wurde deshalb von den beiden das Gestüt Stonerside Stable in Paris (Kentucky) gegründet.
Nach dem Tod von Bob McNair 2018 wurde sie Senior Chair und Eigentümerin der NFL-Franchise Houston Texans. Ihr Sohn Cal McNair ist bereits seit Juli 2018 als CEO und Chairman für das tägliche Geschäft verantwortlich.
Ihr Vermögen wurde Ende 2019 auf rund 4 Milliarden Dollar geschätzt. Neben den beiden Stiftungen ist Janice McNair zusätzlich philanthropisch tätig. So spendete sie 1 Million Dollar für Schäden auf Grund der Covid-19-Pandemie, sowie 0,5 Millionen Dollar für Folgen des Wintersturms in Texas im Februar 2021.